# أنا فولدني
أنا فولدني (بالمجرية: Földényi Anna)‏ مواليد 22 أغسطس 1974 في دوسلدورف، ألمانيا الغربية، هي لاعبة كرة مضرب ألمانية سابقة بدأت مسيرتها كمحترفة سنة 1988 وكانت تلعب باليد اليمنى. أعلى تصنيف لها في الفردي كان المركز الـ 107 في سنة 1999.

## روابط خارجية
- أنا فولدني على موقع رابطة محترفات التنس (الإنجليزية)
- أنا فولدني على موقع الاتحاد الدولي لكرة المضرب (الإنجليزية)
- أنا فولدني على موقع كأس بيلي جين كينغ (الإنجليزية)
- أنا فولدني على موقع خلاصة التنس.كوم (الإنجليزية)